# Héctor Hugo Hernández Rodríguez
Héctor Hugo Hernández Rodríguez (Tlalpan, Ciudad de México; 27 de febrero de 1974) es un político mexicano.

## Carrera política
Diputado de la  VI Legislatura de la Asamblea Legislativa del Distrito Federal perteneciente el grupo parlamentario de el Partido de la Revolución Democrática.

### Diputado federal (2009-2012)
Electo por mayoría relativa el 5 de julio de 2009 como Diputado Federal del 14 distrito del Distrito Federal con Cabecera Tlalpan para la LXI Legislatura en la Cámara de Diputados

### Director General de Servicios Urbanos, Delegación Tlalpan (2006-2007)
Coordina, programa, dirige e impulsa los servicios urbanos en la Delegación Tlalpan, de acuerdo a las necesidades detectadas, así como las solicitadas por los ciudadanos. Implementa y ordena las necesidades de los servicios urbanos conforme a las prioridades más urgentes de la demarcación. Planea, programa y organiza la prestación de los servicios urbanos con forme a las necesidades prioritarias y la necesidad de recursos financieros, humanos y materiales para su atención.